# Portrait de jeune homme à la lampe
Pour les articles homonymes, voir Portrait de jeune homme.

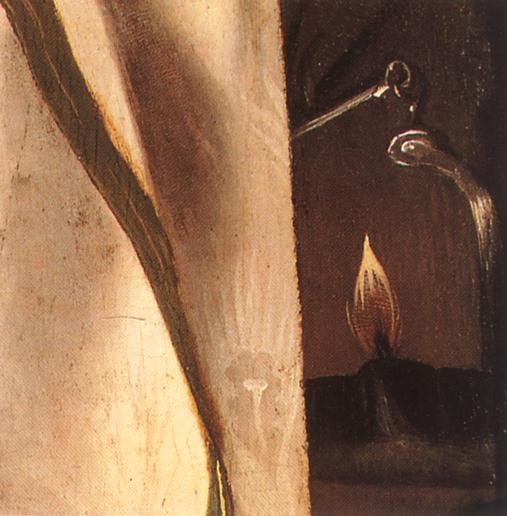
La lampe à huile et son éteignoir.

Le Portrait de jeune homme à la lampe (en italien Ritratto di giovane con lucerna) est une peinture à l'huile sur bois  de Lorenzo Lotto, peinte vers 1506, conservée au Kunsthistorisches Museum de Vienne (Autriche).

## Histoire
L’œuvre est une peinture du début de sa période trévisane. 
Elle se retrouve à Vienne en 1816.

## Composition
Présenté en haut-buste de trois-quarts à droite orienté vers le spectateur, le sujet à opulente coiffure rousse porte un pourpoint et un béret noirs.
Une draperie de brocart crème à motifs floraux orne le fond en dévoilant par ses plis, sur la droite, au-delà d'un liseré vert, un mur avec en haut une lanterne allumée dans la pénombre.

## Analyse
Le sujet serait Broccardo Malchiostro, le chancelier de l'évêque Roberto de' Rossi, protecteur du peintre, hypothèse accrue par une charade entre brocart (broccato) à décorations de chardons (cardi) donnant « Broccato-cardo » soit « Broccardo ».
La lampe allumée figurerait symboliquement la sagesse (Lux in tenebris de saint Jean-1,5) et, avec son éteignoir, la caducité et la fragilité de la vie humaine.

## Postérité
La peinture fait partie du musée imaginaire de l'historien français Paul Veyne, qui le décrit dans son ouvrage justement intitulé Mon musée imaginaire.